# 박수연 (1975년)
박수연(朴秀娟, 1975년 3월 25일 ~ )은 대한민국의 제7대 경기도 파주시의원이다.

## 학력
- 이화여자대학교 정치외교학과 졸업

## 경력
- 고양신문 기자
- 소리미디어 편집자
- 도서출판 마들 편집자
- 파주시 작은도서관 활동가
- 파주시 자원봉사센터 운정캠프 매니저
- 운정1동 주민자치회 위원
- (사)한국숲사랑총연합회 파주시지회 기획국장
- 제8기 파주시민기자
- 2021.04 ~ 2022.06 제7대 경기도 파주시의회 의원
- 2021.04 ~ 2022.06 제7대 경기도 파주시의회 후반기 자치행정위원회 위원

## 역대 선거 결과
|  | 49.04% |

|  | 12.45% |